# Murder Drones
Murder Drones è una webserie animata di genere fantascientifico, commedia nera e commedia dell'orrore australiana creata da Liam Vickers e prodotta dalla Glitch Productions.

## Trama
Nell'anno 3071, la megacorporazione JCJenson, addetta all'estrazione di risorse minerarie da esopianeti, ha introdotto al mondo i Droni Operai. Gli scienziati dell'esopianeta Copper 9 vengono tutti uccisi quando il nucleo del pianeta collassa, trasformandolo in una desolata tundra ghiacciata e sterminando ogni forma di vita organica sulla superficie. I Droni Operai così si rifanno una vita tutta loro sul pianeta. Non molto tempo dopo, però, la società manda sull'esopianeta dei cosiddetti Droni di Disassemblaggio, ribattezzati "Droni Assassini", con lo scopo di uccidere ogni Drone Operaio. Essi sono sono quindi costretti a vivere nascosti in bunker sotto il ghiaccio. Diversi anni dopo, Uzi Doorman, un Drone Operaio adolescente "ribelle", riesce ad uscire dal suo bunker con l'intento di uccidere un Drone Assassino con un fucile a rotaia per dimostrare ai suoi compagni e al sempre assente padre Khan come affrontare la minaccia e ribellarsi agli umani. Dopo un combattimento, però, riesce ironicamente a stringere amicizia con uno di questi: Designazione Seriale N, detto semplicemente N, convincendolo ad andare contro le sue direttive e aiutarla nei sui piani per liberare i Droni Operai e i Droni Assassini dal controllo degli umani e a fuggire dal pianeta. Nel corso della serie Uzi scoprirà di possedere un potere noto come "Risolutore Assoluto", un misterioso programma capace di modificare la realtà a piacimento che a lungo termine porta l'utilizzatore a diventare un mostro biomeccanico assetato di sangue. Uzi e N, con l'aiuto dei vari personaggi della serie, dovranno scoprire di più sul loro passato per impedire l'imminente apocalisse.

## Produzione
Murder Drones è stata animata usando il software Autodesk Maya e post-prodotta con Unreal Engine. Rispetto alle produzioni della Glitch uscite in precedenza, Murder Drones si caratterizza per le atmosfere più cupe e il maggiore fotorealismo.

## Accoglienza
La serie venne accolta positivamente da Gizmodo Australia ed è una delle "dieci serie animate indipendenti da vedere dopo Hazbin Hotel" secondo Spacenerd.
Oltre a essere stata nominata nel 2023 a un Webby Award (categoria Animation [Series & Channels] Video), ha ricevuto una One Voice Awards UK 2023 (categoria Animation - Best Character Performance - Female) e un Webby Award 2024 (categoria Animation [Series & Channels] Video).

## Episodi
| nº | Titolo originale | Titolo italiano      | Data di pubblicazione USA | Data di pubblicazione Italia |
| -- | ---------------- | -------------------- | ------------------------- | ---------------------------- |
| 1  | Pilot            | Pilota               | 29 ottobre 2021           | 16 maggio 2025               |
| 2  | Heartbeat        | Cuore che batte      | 18 novembre 2022          | 16 maggio 2025               |
| 3  | The Promening    | Il ballo             | 17 febbraio 2023          | 16 maggio 2025               |
| 4  | Cabin Fever      | Cabin Fever          | 7 aprile 2023             | 16 maggio 2025               |
| 5  | Home             | Casa                 | 9 giugno 2023             | 16 maggio 2025               |
| 6  | Dead End         | Vicolo cieco         | 18 agosto 2023            | 16 maggio 2025               |
| 7  | Mass Destruction | Distruzione di Massa | 28 marzo 2024             | 16 maggio 2025               |
| 8  | Absolute End     | Fine Assoluta        | 23 agosto 2024            | 16 maggio 2025               |